# القريات (جدة)
حي القريات (بالإنجليزية: Al Qaryat)‏ هو حي في بلدية الجامعة الفرعية في مدينة جدة في منطقة مكة المكرمة، في غرب المملكة العربية السعودية.

## الموقع
يقع الحي جنوب مدينة جدة، وبالضبط في بلدية الجامعة الفرعية التي تضم كذلك أحياء :
الروابي، الجامعة، السليمانية، الفيحاء، الثغر، النزلة اليمانية، النزلة الشرقية، الثعالبة، بترومين، غليل، مدائن الفهد.